# روملیانا بانچوا
روملیانا بانچوا (انگلیسی: Rumelyana Boncheva; ۲۵ آوریل ۱۹۵۷ – ) قایقران روئینگ اهل بلغارستان بود.
وی در مسابقات کشوری و بین‌المللی در مجموع برندهٔ ۱ مدال طلا، ۱ مدال نقره، ۲ مدال برنز شده‌است.